# Marcelo Lagos
Marcelo Alexis Lagos López (Arica, 25 de julio de 1972) es un geógrafo y académico chileno, especialista en procesos naturales extremos y su interacción con asentamientos humanos. Está dedicado al estudio de desastres naturales, particularmente terremotos y maremotos.

## Carrera profesional
Estudió geografía en la Pontificia Universidad Católica de Chile (PUC), titulándose en 1997. Posee un doctorado en ciencias ambientales otorgado por la Universidad de Concepción (2009). Desde 1998 es académico de pregrado y posgrado, director del Laboratorio de Investigación de Tsunami de la PUC, director académico del Diplomado en Geomática del departamento de Geografía de la PUC y subdirector del Doctorado en Geografía de la misma casa de estudios.
Diversas publicaciones de su coautoría han aparecido en revistas nacionales e internacionales, entre ellos «Predecessors of the giant 1960 Chile earthquake», publicado en la revista Nature en 2005, y que sirvió de base a un documental del National Geographic Channel, donde se analizaron las consecuencias que dejaría un sismo 9.5 MW en la ciudad de Valdivia, Chile.
Frecuentemente Lagos realiza apariciones en canales de televisión locales para explicar fenómenos sísmicos y geográficos, siendo por años panelista de Televisión Nacional de Chile (TVN), hasta febrero de 2016, cuando emigró a Canal 13 para integrar el noticiero T13.
A fines de noviembre de 2021, se sumó como asesor al equipo medioambiental del candidato presidencial Gabriel Boric, de cara a la segunda vuelta de diciembre de ese año.